# Mon seung
Mon Seung es una película de terror y misterio de 2006, dirigida por Oxide Pang.

## Trama
Winnie Leung (Charlene Choi) es una solitaria joven que pasa los días en su apartamento cocinando, tallando muñecos de madera y esperando que su novio, Seth Lau (Shawn Yue), vuelva a casa. Un día, apunta en su diario: "Hoy Seth se ha ido, sin hacer ruido."
Entonces sale de casa y ve a un hombre llamado Ray (Shawn Yue también), al que invita a comer a su apartamento. Winnie le dice que su novio, Seth, murió en un accidente de coche y le pide que se quede con ella. A Ray le da pena y termina viviendo con Winnie.
Una noche, Ray y Winnie están cenando a la luz de las velas en casa mientras fuera está lloviendo. La emoción del momento hace recordar a Winnie su romance con Seth, comentando que Seth murió dos años atrás de cáncer. Ray se confunde y se lo disputa. Para demostrárselo, Winnie saca su diario y lee en voz alta la entrada escrita el día Seth murió. Al recitar el último párrafo, Winnie de repente se acerca a Ray con una mirada de miedo en los ojos y se cuestiona su amor por ella.

## Reparto
- Charlene Choi como Winnie / Yee.
- Shawn Yue como Seth / Ray.
- Isabella Leong como Yee / Winnie.